# Francisco Filho
Francisco "Chiquinho" Filho (Souto Soares, 10 de janeiro de 1971) é um ex-lutador carateca kyokushin. Primeiro Shihan brasileiro, foi um dos poucos brasileiros a efetuar com êxito o desafio "Kumite de 100 homens" e o único no mundo a não precisar ser hospitalizado após o feito. Bateu o recorde de duração (3 horas e 2 minutos) e de número de vitórias (76 vitórias e 24 empates).
Em 1999 foi o primeiro campeão não japonês do Kyokushin World Tournament, que acontece uma vez a cada quatro anos.
Foi vice-campeão do K-1 World GP 2001, perdendo por decisão no round extra. Possui notáveis vitórias sobre os maiores nomes da história do K-1, como Andy Hug, Remy Bonjasky, Ernesto Hoost e Peter Aerts.

## Carreira
Em 1990, conquistou o seu primeiro de 5 títulos absoluto do Campeonato Brasileiro de Karate Kyokushin, sendo considerado o 4º maior carateca da história do campeonato.
Francisco Filho fez sua estreia profissional no K-1 em 20 de julho de 1997, no K-1 Dreams 1997, lutando contra o lutador Andy Hug. Este foi seu segundo encontro, sendo a primeira no 5º Torneio Mundial Kyokushin em 1991 que resultou em uma vitória por nocaute de Filho. A segunda luta foi também ganha por Francisco Filho. Logo se tornou um dos principais concorrentes, em seguida, para o título do K-1 World GP.
Ele não participa de qualquer grande competição desde 2004, mas se dedica à formação de jovens lutadores e é o atual presidente da Confederação Brasileira de Kyokushin. Em maio de 2006, inaugurou sua própria academia na cidade de Bragança Paulista, em São Paulo.
Em 2012 passou a ser um dos técnicos auxiliares de trocação da equipe de Belfort no TUF: Brasil.

## Títulos e realizações
- K-1
  - 2001 — Finalista do K-1 World GP
  - 2001 — Campeão do K-1 World GP Fukuoka (repescagem)
  - 2000 — Campeão do K-1 World GP Yokohama

- Kyokushin[4]
  - 1999 — Campeão do 7º Kyokushin World Tournament
  - 1997 — Campeão do Campeonato Mundial por Categoria de Peso (Pesado)
  - 1995 — 3º lugar do Campeonato Mundial
  - 1995 — Completou o Desafio das 100 lutas
  - 1995 — Campeão do Campeonato Brasileiro Absoluto
  - 1994 — Campeão do Mundialito Absoluto
  - 1994 — Campeão do 7º Campeonato Sul-Americano Absoluto
  - 1993 — Campeão do Campeonato Brasileiro Absoluto
  - 1992 — Campeão do 5º Campeonato Sul-Americano Absoluto
  - 1992 — Campeão do Campeonato Brasileiro Absoluto
  - 1991 — Top 16 no 5º Kyokushin World Tournament Best
  - 1991 — Campeão do Campeonato Uruguaio
  - 1990 — Campeão do Campeonato Paulista Adulto
  - 1990 — Campeão do Campeonato Brasileiro Absoluto
  - 1989 — Campeão do Campeonato Sul-Americano Absoluto
  - 1989 — Campeão do Campeonato Paulista Adulto
  - 1988 — Campeão do Campeonato Paulista Juvenil
  - 1988 — 6° Campeonato Brasileiro Absoluto
  - 1987 — 7º lugar do Campeonato Brasileiro Absoluto
  - 1987 — Campeão do Campeonato Paulista Juvenil
  - 1986 — 2° lugar do Campeonato Paulista Juvenil
  - 1985 — 2° lugar do Campeonato Paulista Infanto Juvenil

## Cartel no Kickboxing
| 16 Vitórias (9 Nocautes (Técnico), 7 Decisões), 7 Derrotas |           |                     |                                                     |                                          |         |       |
| Data                                                       | Resultado | Oponente            | Evento                                              | Método                                   | Assalto | Tempo |
| 05/30/2004                                                 | Vitória   | Remy Bonjasky       | K-1 Ichigeki Kyokushin vs K-1 All Out Battle, Japão | Decisão                                  | 3       | 3:00  |
| 12/31/2003                                                 | Vitória   | Toa                 | K-1 Premium 2003 Dynamite!!, Japão                  | Decisão da maioria                       | 3       | 3:00  |
| 10/11/2003                                                 | Derrota   | Stefan Leko         | K-1 World GP 2003 in Osaka, Japão                   | Decisão                                  | 3       | 3:00  |
| 07/13/2003                                                 | Empate    | Mike Bernardo       | K-1 World GP 2003 in Fukuoka, Japão                 | Empate                                   | 5       | 3:00  |
| 12/18/2001                                                 | Derrota   | Mark Hunt           | K-1 World Grand Prix 2001, Japão                    | Decisão no round extra                   | 4       | 3:00  |
| 12/18/2001                                                 | Vitória   | Alexey Ignashov     | K-1 World Grand Prix 2001, Japão                    | Decisão                                  | 3       | 3:00  |
| 12/18/2001                                                 | Vitória   | Peter Aerts         | K-1 World Grand Prix 2001, Japão                    | Nocaute Técnico (desistência do córner)  | 2       | 3:00  |
| 10/08/2001                                                 | Vitória   | Lloyd van Dams      | K-1 World GP 2001 in Fukuoka, Japão                 | Decisão da maioria no round extra        | 4       | 3:00  |
| 10/08/2001                                                 | Vitória   | Sergei Ivanovich    | K-1 World GP 2001 in Fukuoka, Japão                 | Decisão                                  | 3       | 3:00  |
| 08/11/2001                                                 | Derrota   | Sergei Ivanovich    | K-1 World GP 2001 in Las Vegas, EUA                 | Decisão no round extra                   | 4       | 3:00  |
| 12/10/2000                                                 | Derrota   | Ernesto Hoost       | K-1 World Grand Prix 2000, Japão                    | Decisão                                  | 3       | 3:00  |
| 12/10/2000                                                 | Vitória   | Stefan Leko         | K-1 World Grand Prix 2000, Japão                    | Decisão no round extra                   | 4       | 3:00  |
| 08/20/2000                                                 | Vitória   | Cyril Abidi         | K-1 World GP 2000 in Yokohama, Japão                | Nocaute Técnico (paralisação do árbitro) | 2       | 0:25  |
| 08/20/2000                                                 | Vitória   | Matt Skelton        | K-1 World GP 2000 in Yokohama, Japão                | Nocaute (soco de direita)                | 2       | 2:42  |
| 08/20/2000                                                 | Vitória   | Tsuyoshi Nakasako   | K-1 World GP 2000 in Yokohama, Japão                | Decisão                                  | 3       | 3:00  |
| 04/23/2000                                                 | Derrota   | Jérôme Le Banner    | K-1 The Millennium, Japão                           | Nocaute (soco de esquerda)               | 1       | 2:02  |
| 04/25/1999                                                 | Vitória   | Ernesto Hoost       | K-1 Revenge 1999, Japão                             | Nocaute (cruzado de direita)             | 1       | 1:37  |
| 12/13/1998                                                 | Derrota   | Mike Bernardo       | K-1 World Grand Prix 1998, Japão                    | Nocaute Técnico                          | 3       | 1:35  |
| 09/27/1998                                                 | Vitória   | Rick Roufus         | K-1 World GP 1998 Opening, Japão                    | Nocaute (chute baixo de direita)         | 3       | 0:15  |
| 07/18/1998                                                 | Vitória   | Peter Aerts         | K-1 Dreams 1998, Japão                              | Nocaute Técnico (corte)                  | 1       | 3:00  |
| 04/09/1998                                                 | Empate    | Ray Sefo            | K-1 Kings 1998, Japão                               | Empate                                   | 5       | 3:00  |
| 11/09/1997                                                 | Derrota   | Ernesto Hoost       | K-1 World Grand Prix 1997, Japão                    | Decisão da maioria                       | 3       | 3:00  |
| 11/09/1997                                                 | Vitória   | Sam Greco           | K-1 World Grand Prix 1997, Japão                    | Nocaute (cruzado de direita)             | 1       | 0:15  |
| 09/07/1997                                                 | Vitória   | Duane van der Merwe | K-1 World GP 1997 Opening, Japão                    | Nocaute (chute alto)                     | 1       | 2:22  |
| 07/20/1997                                                 | Vitória   | Andy Hug            | K-1 Dreams 1997, Japão                              | Nocaute (soco)                           | 1       | 2:37  |